# Mayo Doko
Mayo Dokō (土光 真代, Dokō Mayo), née à Toda le 3 mai 1996, est une joueuse internationale de football japonaise.

## Biographie
Le 29 juillet 2018, elle fait ses débuts avec l'équipe nationale japonaise contre l'équipe du Brésil.

## Statistiques
Le tableau ci-dessous présente les statistiques de Mayo Doko en équipe nationale :
| Équipe du Japon | Équipe du Japon | Équipe du Japon |
| Année           | Matchs          | Buts            |
| --------------- | --------------- | --------------- |
| 2018            | 1               | 0               |
| Total           | 1               | 0               |

## Palmarès
- Troisième de la Coupe du monde des moins de 20 ans 2012